# Mannetje van Willemstad

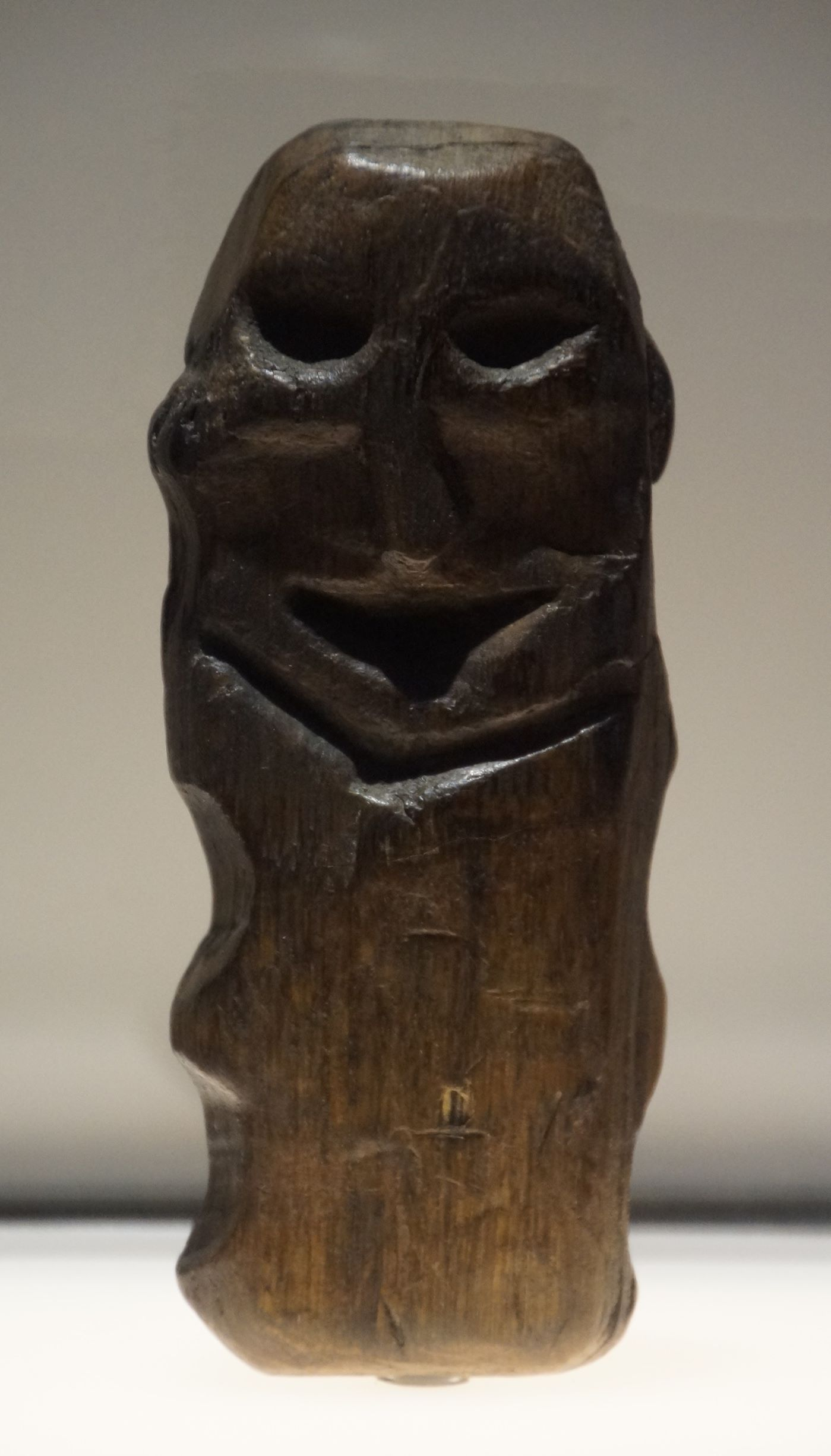
Das Mannetje van Willemstad

Das Mannetje van Willemstad (deutsch „Männchen von Willemstad“) ist eine Figurine aus Eichenholz, die 1968 beim Bau der im Zuge der Deltawerke angelegten Schleuse von Volkerak am Übergang zur Insel Schouwen-Duiveland in den Niederlanden gefunden wurde. 
Das mit der C14-Methode auf etwa 4.450 v. Chr. datierte, also wohl noch im Mesolithikum entstandene Idol, lag in acht Metern Tiefe zwischen den Wurzeln einer Eiche. Die Figur, bei der lediglich das Gesicht genauer ausgeformt, der Körper jedoch nur sehr abstrakt gestaltet wurde, hat eine Höhe von etwa 125 mm, eine Breite von 51 mm und eine Tiefe von 31 mm. Welchen Zweck die im Bereich der Vlaardingen-Kultur entstandene Figur hatte, ist unbekannt, möglicherweise handelt es sich um einen Ritualgegenstand.